# Borrassà
Borrassà è un comune spagnolo di 547 abitanti situato nella comunità autonoma della Catalogna.